# 薩杜拉布爾烏帕齊拉
薩杜拉布爾乌帕齐拉是孟加拉国戈伊班達縣的一个乌帕齐拉，位於朗布爾专区的戈伊班達縣。。

## 人口
據1991年孟加拉國人口普查，薩杜拉布爾共有戶數47,102戶，人口243012人。其中男性佔比50.40%，女性佔比49.60%；成年人口117,347人。該地7歲以上人口之平均識字率為25.1%，低於全國平均值（32.4%）。